# Artamet
Artamet – wieś w Armenii, w prowincji Armawir. W 2011 roku liczyła 172 mieszkańców.